# Haworth
Haworth je městečko v metropolitním distriktu City of Bradford v anglickém hrabství West Yorkshire, 16 kilometrů západně od samotného Bradfordu. Žije zde přibližně 6 400 obyvatel.
Poprvé je zmíňován v roce 1209 jako Havewrth, což je vykládáno jako „místo ohrazené živým plotem“. Haworth je destinací pro literární turistiku ve spojení s životem rodiny Brontëových, která se přestěhovala z nedalekého Thorntonu na místní faru, kde Anne, Emily a Charlotte napsaly svá díla a která dnes funguje jako muzeum. V Haworthu fungují tematické kavárny a obchody nesoucí jejich jméno a několik kilometrů od centra leží nad vřesovišti pozůstatky farmy Top Withens, jejíž lokace (nikoliv však vzhled, ten je bližší sídlu High Sunderland Hall v Halifaxu) je považována za inspiraci pro usedlost Větrná hůrka ze stejnojmenného románu Emily Brontëové. Haworthem také vede 67 kilometrů dlouhá značená stezka Brontë Way a zastavují zde vlaky na osmikilometrové historické železnici Keighley and Worth Valley Railway.

## Galerie

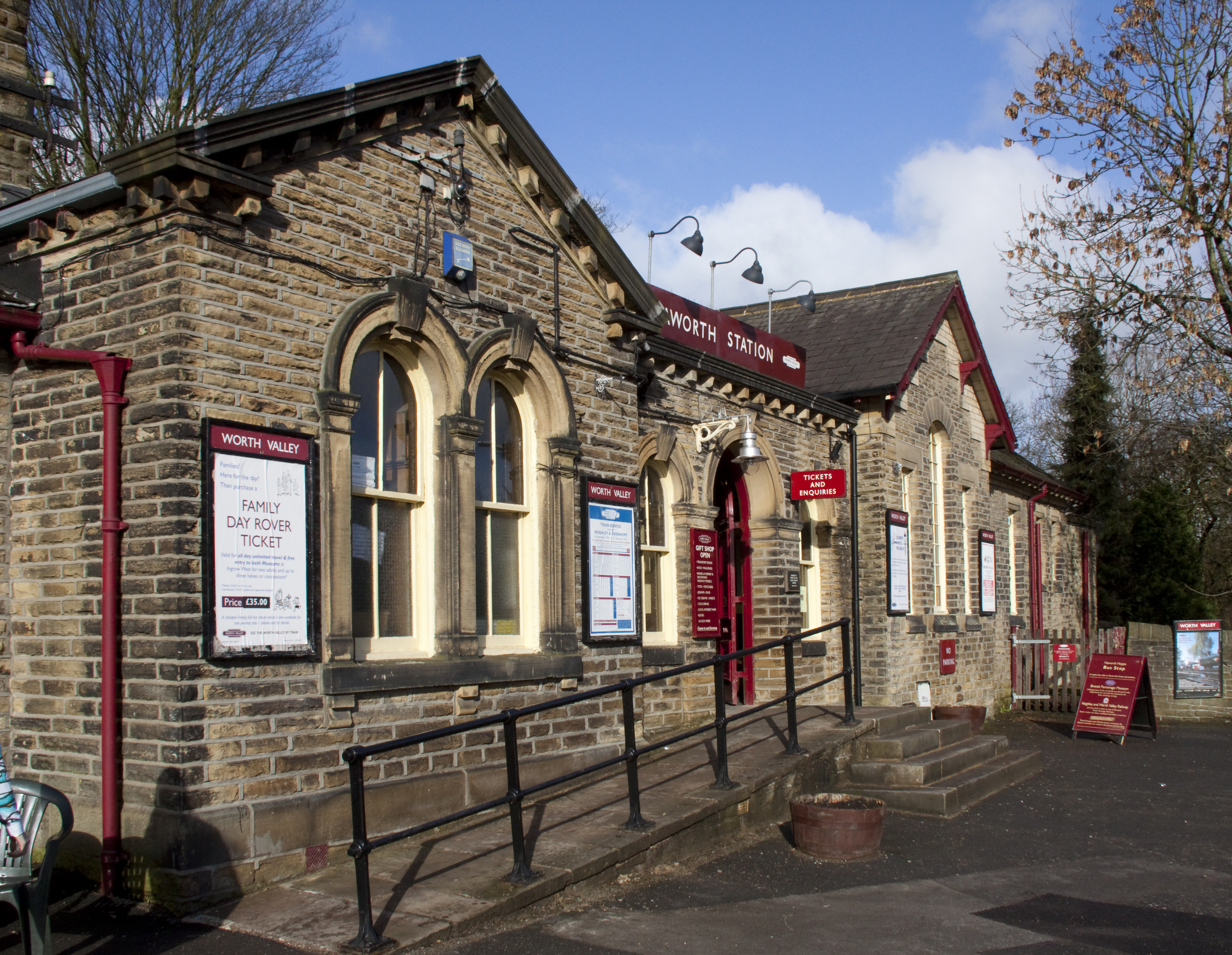
Železniční zastávka Haworth Station, v běžném provozu do roku 1963
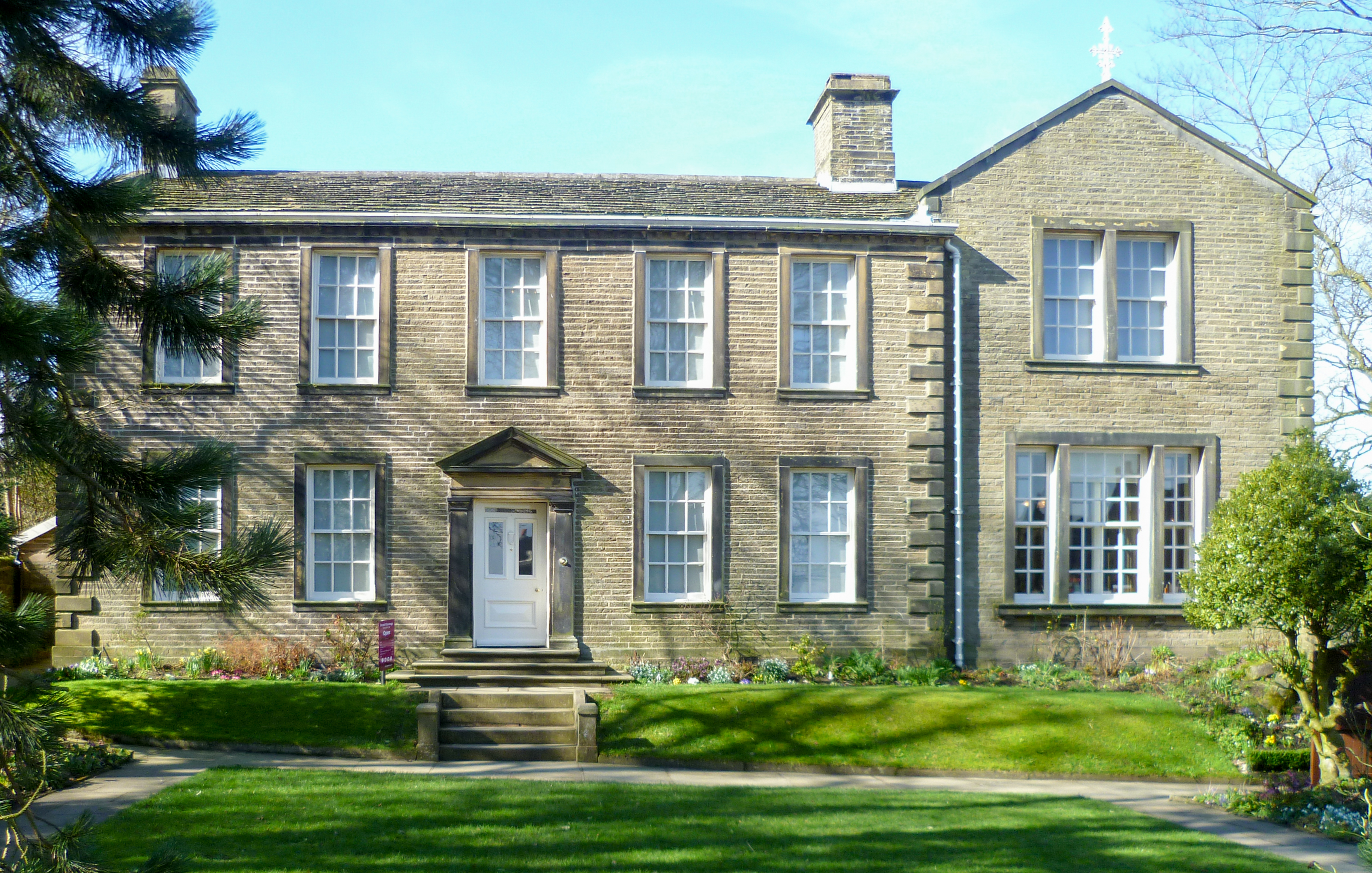
Bývalá fara, nyní muzeum Brontëových, březen 2011
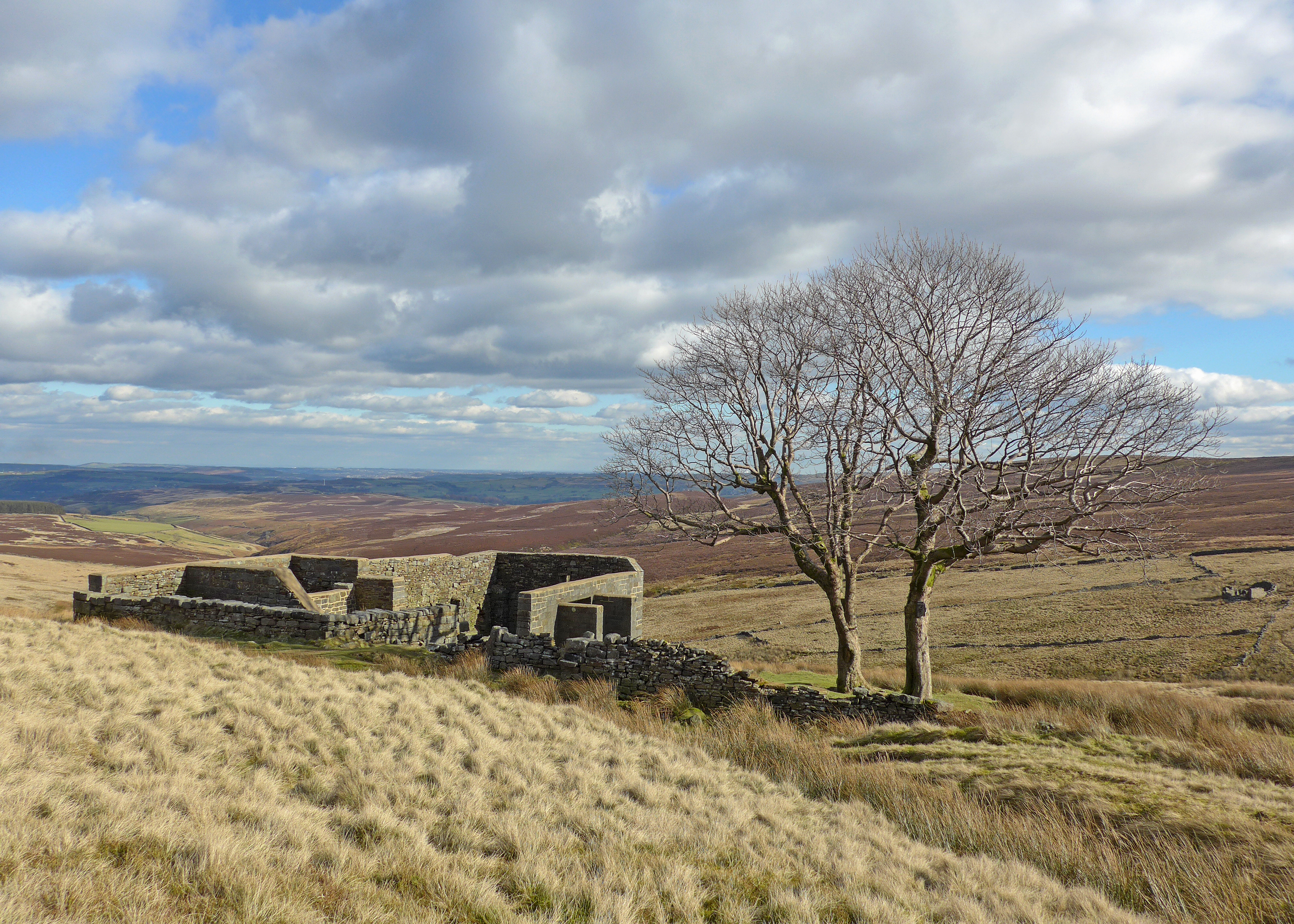
Pohled na vřesoviště z Top Withens, únor 2016
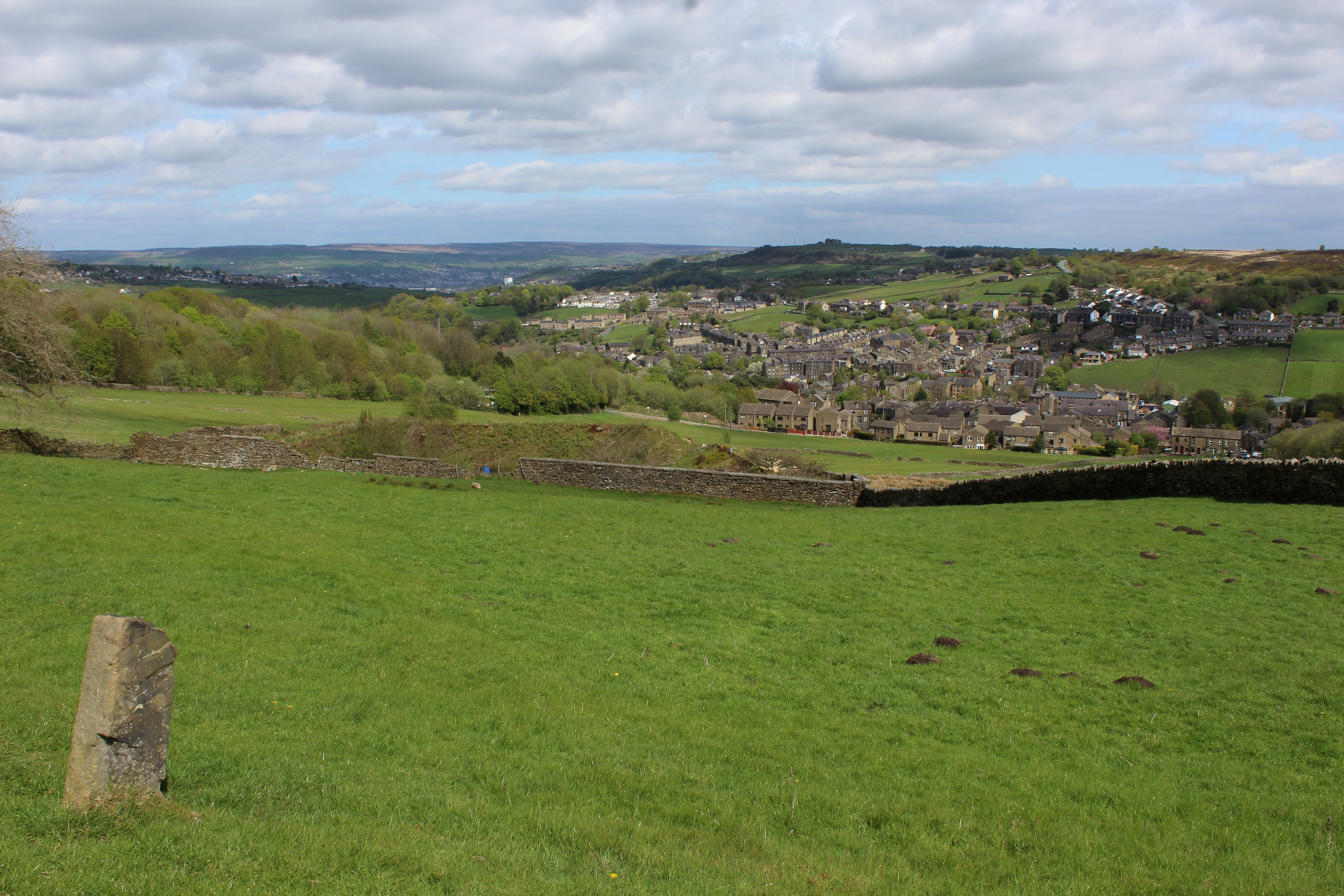
Pohled na Haworth, duben 2019